# Danuta Darmstetter
Danuta Darmstetter, z d. Żukowska (ur. 11 lipca 1953) – polska piłkarka ręczna, bramkarka, mistrzyni i reprezentantka Polski.

## Kariera sportowa
W reprezentacji Polski seniorek debiutowała 2 lutego 1976 w towarzyskim spotkaniu z Węgrami. W 1983 wystąpiła na mistrzostwach świata grupy B, zajmując z drużyną 2. miejsce. Ostatni raz wystąpiła w biało-czerwonych barwach 23 sierpnia 1984 w towarzyskim spotkaniu z Czechosłowacją. Łącznie w reprezentacji wystąpiła w 33 spotkaniach.
Od 1967 była zawodniczką AZS AWF Wrocław. Z wrocławskim zespołem trzykrotnie sięgnęła po mistrzostwo Polski (1976, 1979, 1984), była także pięciokrotną wicemistrzynią Polski (1973, 1974, 1975, 1980 i 1982).